# قطعة 50 سنتيم يورو
قطعة 50 سنتيم يورو هي القطعة النقدية السادسة لليورو (بترتيب تصاعدي للقيمة) في التداول. وهي صادرة عن دول منطقة اليورو والدول التي أبرمت اتفاقيات مع السلطات الأوروبية (أندورا وموناكو وسان مارينو والفاتيكان) ، والتي تصدرها حاليًا 23 دولة. صدرت قطعة 50 سنتيم يورو عام 1999 ، وقد تم تداولها منذ عام 2002 في البلدان التي اعتمدت اليورو.
اعتبارًا من 1 يناير 2020 ، كان هناك 6,497,298,133  عملة معدنية من صنف 50 سنتًا متداولة داخل منطقة اليورو ، بقيمة إجمالية تبلغ 3,2 مليار يورو.

## التصميم
تصنع العملة المعدنية من سبيكة ذهب نوردي. يبلغ قطرها 24.25 ملم، وسمكها 2.38 ملم وكتلها 7.8 جرام. الحافة مزودة بأخاديد سميكة. يتم ضرب العملة بضربة ميدالية، مما يعني أن جانبي العملة يظهران في نفس الاتجاه إذا تم تدويرهما على محورها العمودي . يتم إصدار العملة بعكس مشترك لجميع الدول التي تصدر عملات اليورو وعملات وطنية تختارها الدولة المصدرة وفقًا للمواصفات الصادرة عن السلطات الأوروبية.

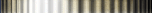
حواف قطعة 50 سنتيم يورو

بعد الاختبارات الفنية التي أجريت على الأجهزة الأوتوماتيكية والمكفوفين، تم تعديل حواف قطعة 50 سنتيم يورو لتمييزها بشكل أفضل. تم التخلي عن الخطوط الدقيقة في الحواف لصالح الأخاديد الواسعة.